# سولي مارتش
سولي مارتش (بالإنجليزية: Solly March)‏ هو لاعب كرة قدم بريطاني في مركز الوسط، ولد في 20 يوليو 1994 في إيستبورن في المملكة المتحدة. لعب مع برايتون أند هوف ألبيون ونادي ليويس.

## وصلات خارجية
- سولي مارتش على موقع الاتحاد الأوربي (الإنجليزية)
- سولي مارتش على موقع إي إس بي إن إف سي (الإنجليزية)
- سولي مارتش على موقع قاعدة بيانات كرة القدم.إي يو (الإنجليزية)
- سولي مارتش على موقع Soccerbase.com (لاعب) (الإنجليزية)
- سولي مارتش على موقع Soccerway.com (الإنجليزية)
- سولي مارتش على موقع عالم كرة القدم.نت (الإنجليزية)